# 318 Wschodni Batalion Saperów
318 Wschodni Batalion Saperów (niem. Ost-Pionier-Bataillon 318, ros. 318-й восточный сапёрный батальон) – oddział wojskowy Wehrmachtu złożony z Rosjan pod koniec II wojny światowej.
Batalion został sformowany 27 czerwca 1944 r. na okupowanej Ukrainie na bazie 59 Kompanii Wschodniej, działającej od końca stycznia 1943 r. w składzie niemieckiej 8 Dywizji Pancernej. Był podporządkowany 213 Dywizji Bezpieczeństwa. Operował na północnej Ukrainie, a następnie na Galicji. 16 września 1944 r. został rozformowany. Jego żołnierze zasilili różne oddziały saperów Grupy Armii "A".